# Gustavo Díaz Ordaz
För andra betydelser, se Gustavo Díaz Ordaz (olika betydelser).
Gustavo Díaz Ordaz Bolaños Cacho, född 12 mars 1911 i Ciudad Serdán i Puebla, död 15 juli 1979 i Mexico City, var en mexikansk politiker (Institutionella revolutionära partiet). Han var Mexikos president 1964–1970.